# Starawieś (gromada w powiecie lubartowskim)
Starawieś – dawna gromada, czyli najmniejsza jednostka podziału terytorialnego Polskiej Rzeczypospolitej Ludowej w latach 1954–1972.
Gromady, z gromadzkimi radami narodowymi (GRN) jako organami władzy najniższego stopnia na wsi, funkcjonowały od reformy reorganizującej administrację wiejską przeprowadzonej jesienią 1954 do momentu ich zniesienia z dniem 1 stycznia 1973, tym samym wypierając organizację gminną w latach 1954–1972.
Gromadę Starawieś z siedzibą GRN w Starejwsi (w obecnym brzmieniu Stara Wieś) utworzono – jako jedną z 8759 gromad na obszarze Polski – w powiecie lubartowskim w woj. lubelskim na mocy uchwały nr 11 WRN w Lublinie z dnia 5 października 1954. W skład jednostki weszły obszary dotychczasowych gromad Starawieś wieś, Starawieś kol., Witaniów i Karolin ze zniesionej gminy Ludwin w tymże powiecie. Dla gromady ustalono 14 członków gromadzkiej rady narodowej.
31 grudnia 1959 gromadę Starawieś włączono do powiatu lubelskiego w tymże województwie.
1 stycznia 1960 gromadę zniesiono, włączając jej obszar do nowo utworzonej gromady Łęczna w tymże (lubelskim) powiecie.